# Sklepienie sieciowe

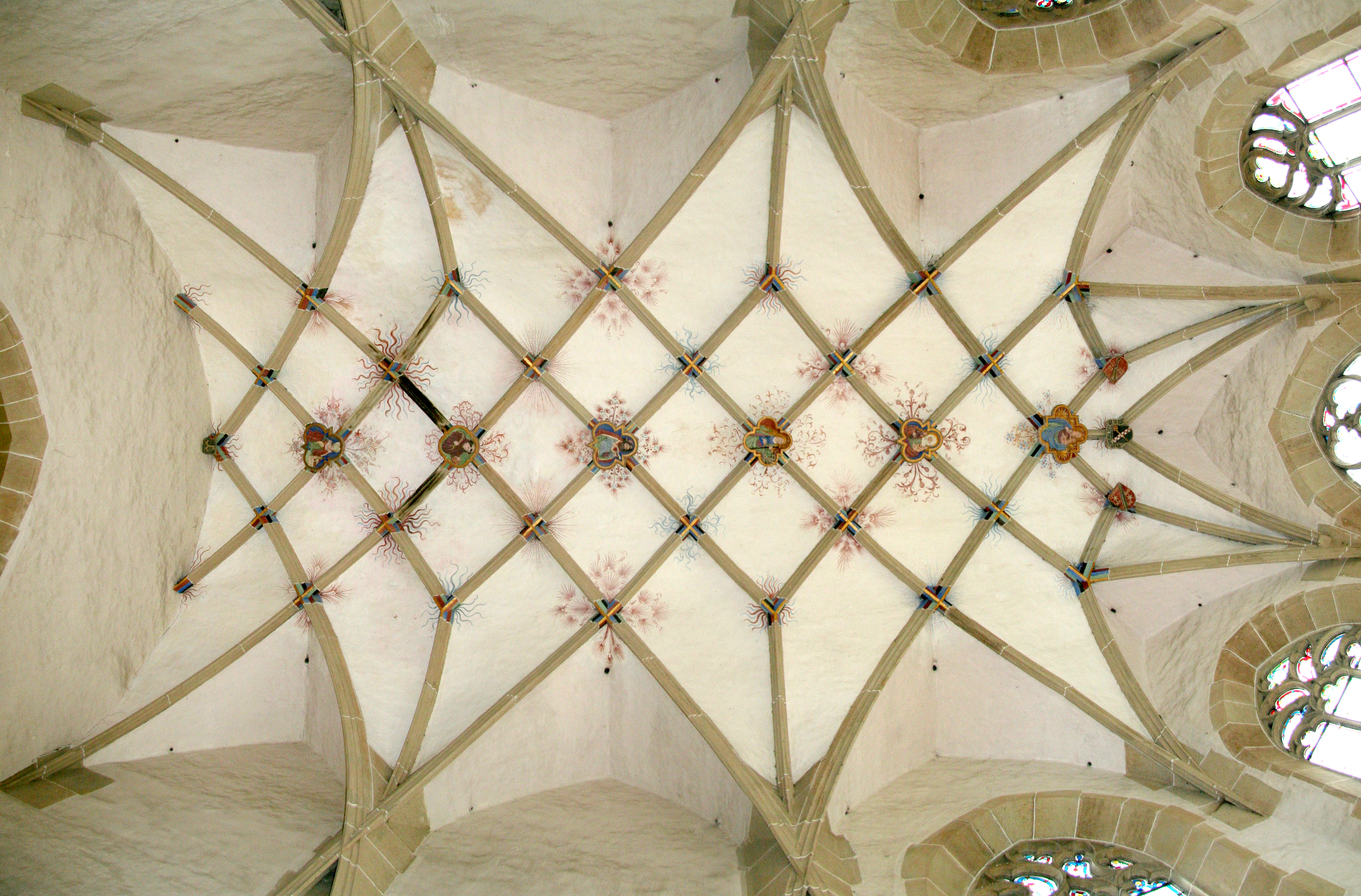
Sklepienie sieciowe

Sklepienie sieciowe – sklepienie najczęściej kolebkowe, w którym wprowadzono krzyżujące się żebra. Żebra tworzą siatkę rombów, na której opierają się kolebki. Sklepienie wprowadzono pod koniec gotyku.
Było stosowane również początkowo w renesansie w Niemczech i Niderlandach. W Polsce na przykład w Krakowie w prezbiterium kościoła św. Krzyża.